# Alloniscus pardii
Alloniscus pardii är en kräftdjursart som beskrevs av Arcangeli 1959. Alloniscus pardii ingår i släktet Alloniscus och familjen Alloniscidae. Inga underarter finns listade i Catalogue of Life.